# Иван Андреев (офицер)
Вижте пояснителната страница за други личности с името Иван Андреев.
Иван Марков Андреев е български офицер, генерал-майор.

## Биография
Роден е на 16 февруари 1932 г. в Луковит. Завършва Висшето народно военновъздушно училище „Георги Бенковски“. Между 1973 и 1975 г. е командир на двадесет и пети изтребителен авиополк в Чешнегирово. От 1977 до 1979 г. е заместник командир по летателната част десети смесен авиационен корпус. В периода 1979 – 1984 г. е първи заместник-командир на корпуса. От 14 октомври 1982 г. е заслужил летец. От 1984 до 1990 г. е командир на десети смесен авиационен корпус. Бил е заместник-командващ на ПВО и ВВС по тила от 1990 до 1992 г.